# Miami Springs
Miami Springs és una població dels Estats Units a l'estat de Florida. Segons el cens del 2007 tenia 12.631 habitants.

## Demografia
Segons el cens del 2000, Miami Springs tenia 13.712 habitants, 5.090 habitatges, i 3.517 famílies. La densitat de població era de 1.800,8 habitants/km².
Dels 5.090 habitatges en un 33,6% hi vivien nens de menys de 18 anys, en un 52% hi vivien parelles casades, en un 12,2% dones solteres, i en un 30,9% no eren unitats familiars. En el 24,8% dels habitatges hi vivien persones soles el 8,2% de les quals corresponia a persones de 65 anys o més que vivien soles. El nombre mitjà de persones vivint en cada habitatge era de 2,64 i el nombre mitjà de persones que vivien en cada família era de 3,16.
Per edats la població es repartia de la següent manera: un 22,9% tenia menys de 18 anys, un 7,2% entre 18 i 24, un 31,2% entre 25 i 44, un 23,2% de 45 a 60 i un 15,5% 65 anys o més.
L'edat mitjana era de 39 anys. Per cada 100 dones de 18 o més anys hi havia 88,6 homes.
La renda mitjana per habitatge era de 50.000 $ i la renda mitjana per família de 56.892 $. Els homes tenien una renda mitjana de 37.176 $ mentre que les dones 30.823 $. La renda per capita de la població era de 22.963 $. Entorn del 6,9% de les famílies i el 9,7% de la població estaven per davall del llindar de pobresa.

## Poblacions més properes
El següent diagrama mostra les poblacions més properes.